# 廪辛
廪辛（？—？），《竹書紀年》作馮辛，姓子，名先，卜辞可能作祖辛，是商朝第26任國王，前任國王祖甲之子。廪辛以殷為首都。他死後由弟庚丁繼位。

## 在位年數
現今流傳文獻記載的廪辛在位年數有2種說法：
- 在位四年，《今本竹書紀年》。
- 在位六年，《太平御覽》卷83引《史記》，《皇極經世》、《資治通鑑外紀》、《資治通鑑前編》、《通志》、《文獻通考》均同。